# اربنور مویا
اربنور مویا (انگلیسی: Arbnor Muja؛ زادهٔ ۲۹ نوامبر ۱۹۹۸) بازیکن فوتبال اهل کوزوو است.
از باشگاه‌هایی که در آن بازی کرده‌است می‌توان به باشگاه فوتبال رویال آنتورپ اشاره کرد.
وی همچنین در تیم‌های ملی فوتبال زیر ۲۱ سال کوزوو و بزرگسالان آلبانی بازی کرده‌است.